# The Trammps
The Trammps est un groupe américain de musique soul et de disco formé au milieu des années 1960 à Philadelphie. Leur chanson Disco Inferno, est intégrée dans la bande originale du film La Fièvre du samedi soir, devenant  ainsi leur plus grand succès : elle se place en 1re place du classement Hot Dance Club Songs au début de 1977 et à la 11e place au classement américain des Hot 100 en mai 1978. Les Trammps reçoivent un Grammy Award de l'album de l'année pour leur participation à l'album Saturday Night Fever.

## Membres
Au début des années 1980, le groupe était composé de :
- Earl Young (batteur et chanteur basse),
- Jimmy Ellis (chanteur principal, ténor), décédé à 74 ans à Charlotte en Caroline du nord, le 10 déc 2012 des suites de la maladie d'Alzeihmer
- Robert Upchurch (chanteur baryton),
- Stanley Wade (guitare basse et chanteur ténor),
- Harold Wade (guitare et chanteur ténor).

## Discographie[1]
- Trammps (1975, Golden Fleece Records),
- The Legendary Zing Album (1975, Buddah Records),
- Where The Happy People Go (1976, Atlantic Records),
- Disco Inferno (1976, Atlantic),
- Trammps III (1977, Atlantic),
- The Best of the Trammps (1978, Atlantic),
- The Whole Wolrd's Dancing (1979, Atlantic),
- Slipping Out (1980, Atlantic),
- This Is Where the Happy People Go: The Best of the Trammps (1994, Rhino Records).
- The Trammps 30 years (2003)